# Осоје (Пријепоље)
Осоје је насеље у Србији у општини Пријепоље у Златиборском округу. Према попису из 2022. било је 404 становника.

## Демографија
У насељу Осоје живи 403 пунолетна становника, а просечна старост становништва износи 37,3 година (34,9 код мушкараца и 39,7 код жена). У насељу има 154 домаћинства, а просечан број чланова по домаћинству је 3,42.
Становништво у овом насељу веома је нехомогено, а у последња три пописа, примећен је пад у броју становника.
|  |

| Демографија | Демографија | Демографија |
| Година      | Становника  | Становника  |
| ----------- | ----------- | ----------- |
| 1948.       | 411         |             |
| 1953.       | 545         |             |
| 1961.       | 627         |             |
| 1971.       | 583         |             |
| 1981.       | 661         |             |
| 1991.       | 630         | 609         |
| 2002.       | 526         | 566         |

| Етнички састав према попису из 2002.‍ | Етнички састав према попису из 2002.‍ | Етнички састав према попису из 2002.‍ | Етнички састав према попису из 2002.‍ | Етнички састав према попису из 2002.‍ |
| ------------------------------------ | ------------------------------------ | ------------------------------------ | ------------------------------------ | ------------------------------------ |
|                                      |                                      |                                      |                                      |                                      |
| Срби                                 | Срби                                 |                                      | 341                                  | 64,82%                               |
| Бошњаци                              | Бошњаци                              |                                      | 137                                  | 26,04%                               |
| Муслимани                            | Муслимани                            |                                      | 38                                   | 7,22%                                |
| Хрвати                               | Хрвати                               |                                      | 1                                    | 0,19%                                |
| непознато                            | непознато                            |                                      | 0                                    | 0,0%                                 |

| Година пописа     | 1948. | 1953. | 1961. | 1971. | 1981. | 1991. | 2002. |
| ----------------- | ----- | ----- | ----- | ----- | ----- | ----- | ----- |
| Број домаћинстава | 71    | 86    | 109   | 111   | 155   | 158   | 154   |

| Број чланова      | 1  | 2  | 3  | 4  | 5  | 6  | 7 | 8 | 9 | 10 и више | Просек |
| ----------------- | -- | -- | -- | -- | -- | -- | - | - | - | --------- | ------ |
| Број домаћинстава | 29 | 29 | 25 | 23 | 26 | 17 | 2 | 1 | 2 | 0         | 3,42   |

| Пол    | Укупно | Неожењен/Неудата | Ожењен/Удата | Удовац/Удовица | Разведен/Разведена | Непознато |
| ------ | ------ | ---------------- | ------------ | -------------- | ------------------ | --------- |
| Мушки  | 207    | 72               | 127          | 7              | 1                  | 0         |
| Женски | 219    | 42               | 127          | 43             | 7                  | 0         |
| УКУПНО | 426    | 114              | 254          | 50             | 8                  | 0         |

| Пол    | Укупно                    | Пољопривреда, лов и шумарство | Рибарство                            | Вађење руде и камена | Прерађивачка индустрија       |
| ------ | ------------------------- | ----------------------------- | ------------------------------------ | -------------------- | ----------------------------- |
| Мушки  | 96                        | 16                            | 0                                    | 2                    | 29                            |
| Женски | 54                        | 10                            | 0                                    | 0                    | 31                            |
| УКУПНО | 150                       | 26                            | 0                                    | 2                    | 60                            |
| Пол    | Производња и снабдевање   | Грађевинарство                | Трговина                             | Хотели и ресторани   | Саобраћај, складиштење и везе |
| Мушки  | 2                         | 16                            | 8                                    | 0                    | 9                             |
| Женски | 0                         | 1                             | 3                                    | 1                    | 0                             |
| УКУПНО | 2                         | 17                            | 11                                   | 1                    | 9                             |
| Пол    | Финансијско посредовање   | Некретнине                    | Државна управа и одбрана             | Образовање           | Здравствени и социјални рад   |
| Мушки  | 0                         | 2                             | 6                                    | 0                    | 1                             |
| Женски | 0                         | 0                             | 0                                    | 2                    | 5                             |
| УКУПНО | 0                         | 2                             | 6                                    | 2                    | 6                             |
| Пол    | Остале услужне активности | Приватна домаћинства          | Екстериторијалне организације и тела | Непознато            | Непознато                     |
| Мушки  | 0                         | 0                             | 0                                    | 5                    | 5                             |
| Женски | 0                         | 0                             | 0                                    | 1                    | 1                             |
| УКУПНО | 0                         | 0                             | 0                                    | 6                    | 6                             |